# برونو یووینی
برونو یووینی (به پرتغالی: Bruno Uvini Bortolança) مدافع اهل برزیل است که در شهر Capivari و در تاریخ ۳ ژوئن ۱۹۹۱ به دنیا آمده‌است.
برونو یووینی در تیم‌های فوتبال سائوپائولو ،تاتنهام هاتسپر،ناپولی،سیه‌نا سابقهٔ حضور دارد. این بازیکن همچنین در سال، 2010 برای، Brazil U19 به میدان رفته‌است 